# 罗伯托·苏阿索·科尔多瓦
罗伯托·苏阿索·科尔多瓦（西班牙語：Roberto Suazo Córdova，1927年3月17日—2018年12月22日），洪都拉斯前总统。罗伯托·苏阿索·科尔多瓦于 1982 年 1 月成为总统。于2018 年 12 月 22 日在接受溃疡手术后去世，享年 91 岁.